# 太平庄镇 (迁安市)
太平庄镇，原为太平庄乡，是中华人民共和国河北省唐山市迁安市下辖的一个乡镇级行政单位。2021年1月撤乡设镇。

## 行政区划
太平庄镇下辖以下地区：
太平庄村、七家岭村、马铺营村、东新店村、西新店村、苏庄营村、郭家营村、西蛇探峪村、东蛇探峪村、东山村、尚庄村、崇家峪村、田庄营村、三岔峪村、石家营村和胡家沟村。